# Денні Мастерсон
Деніел Пітер Мастерсон (англ. Danny Masterson; нар. 13 березня 1976) — американський ґвалтівник і колишній актор, знаний за ролями Стівена Гайда у «Шоу 70-х» (1998—2006), Майло Фостера в «Чоловіки за роботою» (2012—2014) і Джеймсона Беннетта в «Ранчо» (2016—2018). У травні 2023 року його визнали винним у зґвалтуванні двох жінок у 2003 році. Щодо третього звинувачення суд присяжних не дійшов згоди. У вересні 2023 року його засудили до 30 років позбавлення волі. Мастерсон і його жертви були саєнтологами. Втручання церкви змусило жертв тримати злочини в таємниці та затримало на 20 років притягнення злочинця до відповідальності.

## Молодість і сім'я
Народився на Лонг-Айленді, штат Нью-Йорк, у родині Керол і Пітера Мастерсонів. Виріс в Альбертсоні, Гарден-Сіті й Іст-Віллістоні в окрузі Нассау. Має брата, актора Крістофера Мастерсона, який зіграв Френсіса у «Малькольмі у центрі уваги». Їхні напівсуродженці по материнській лінії, Джордан Мастерсон і Аланна Мастерсон, також є акторами. У нього є зведений брат по батьківській лінії Вілл Мастерсон.

## Кар'єра

### Ранні роки
З чотирьох років працював моделлю і знявся в журнальних статтях, а з п'яти років знімався в телерекламі. У вісім років отримав роль у мюзиклі. Співочий голос Мастерсона «зник» у підлітковому віці. До 16 років брав участь у понад 100 рекламних роликах, зокрема для Kellogg's Frosted Flakes, Hardee's, Hostess, Tang і Clearasil.

### Акторська кар'єра
На початку 1990-х років зіграв роль у кінокомедії «Бетховен 2» та виконав роль Джастіна у ситкомі «Сибілл». Після участі у третьому та четвертому сезонах серіалу, вирішив пройти кінопроби для майбутнього проєкту, яке згодом назвали «Шоу 70-х». Оригінальна директорка з підбору акторів, Деббі Романо, відмовила Мастерсону у кінопробах, оскільки він був трохи старший за решту акторського складу, але врешті-решт змінила свою думку.
Мастерсон знявся у всіх восьми сезонах «Шоу 70-х». Ця роль поклала початок професійній акторській кар'єрі. Після завершення шоу Мастерсон знявся в кількох фільмах і виступив у гостях на телевізійних шоу, зокрема «Punk'd» і «MAD TV». Разом з колегами з попереднього проєкту Ештоном Катчером і Вілмером Вальдеррамою був співведучим спеціального телешоу Fox TV Woodstock 1999. У 2008 році зіграв роль у комедії «Завжди кажи „Так“». Мастерсон знявся зі своєю реальною майбутньою дружиною Біжу Філліпс у драмі 2009 року «Міст у нікуди».
2011 року зіграв Джеймса Роланда в «Білих комірцях» USA Network (епізод «Where There's A Will»). Зіграв Джеррі Рубіна у «Чиказькій вісімці» 2010 року.
2012 року на TBS відбулася прем'єра ситкому «Чоловіки за роботою», у якому знялися Мастерсон, Майкл Кессіді, Джеймс Лесур й Адам Буш. 2012 року знявся у фільмі режисера Джордана Галланда «Alter Egos».
У 2016—2018 роках знімався разом із Семом Елліоттом, Ештоном Кутчером й Елішею Катберт у комедійному серіалі Netflix «Ранчо». Його героя усунули з серіалу посеред знімання третього 20-серійного сезону через звинувачення Мастерсона у зґвалтуванні та нападі.
Через звинувачення та судовий процес Мастерсон став єдиним головним або другорядним актором серед живих, що знімалися у «Шоу 70-х», якого не запросили у продовження серіалу «Шоу 90-х», а його персонаж Стівен Гайд просто не згадувався. Його колишня колега по «Шоу 70-х» і саєнтолог Лаура Препон покинули церкву на момент висунення звинувачень.

### Інша діяльність

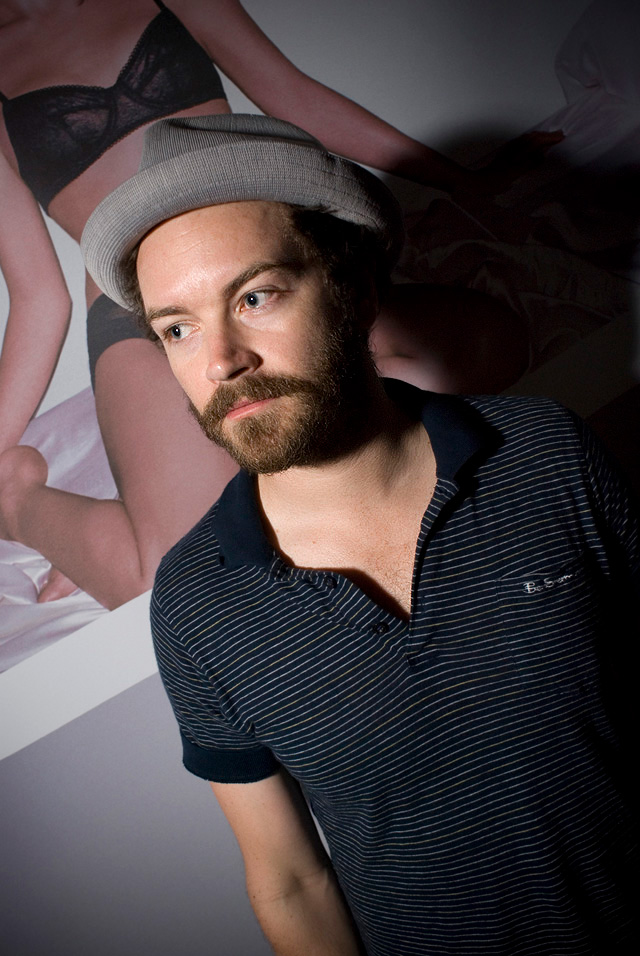
Мастерсон у 2007 році

1997 року працював ді-джеєм у нічних клубах Лос-Анджелеса як хобі під ім'ям DJ Donkey Punch, але незабаром це переросло у додатковий заробіток. Після Donkey Punch змінив ім'я на DJ Donkey Pizzle, потім на DJ Mom Jeans до 2010 року. Мастерсон сам себе називає «фанатом року та хіп-хопу», а також фанатом інді, електро та фанк-музики, у жанрах яких переважно працював як ді-джей.
Деякий час володів лаунжем і баром у Парк-Сіті, штат Юта «Downstairs».
З'явився у покерної команди Unabombers у серії GSN 2005 року. Організовував покерні заходи зі знаменитостями, як-от Phat Farm Stuff Casino Weekend Poker Tournament, у якому виграв турнір.

## Особисте життя
Мастерсон — саєнтолог. 2004 року почав зустрічатися з актрисою Біжу Філліпс. 2009 року відбулися заручини, 18 жовтня 2011 року пара одружилася. У них є одна дочка, яка народилася у лютому 2014 року.
18 вересня 2023 року Філліпс подав на розлучення, покликаючись на непереборні розбіжності та вимагаючи повної юридичної та фізичної опіки над їхньою дитиною.

## Справи про сексуальне насильство
У березні 2017 року три жінки звинуватили Мастерсона в сексуальному насильстві. Розслідуванням зайнявся Департамент поліції Лос-Анджелеса. Через свого агента Мастерсон спростував звинувачення. У грудні 2017 року, після звинувачень четвертої жертви, Netflix звільнив актора з комедійного серіалу «Ранчо», зазначивши в заяві: «Вчора був його останній день у шоу, і виробництво відновиться на початку 2018 року без нього». Мастерсон заявив, що «дуже розчарований рішенням Netflix усунути [його] персонажа з „Ранчо“». За кілька тижнів п'ята жінка висунула звинувачення у зґвалтуванні. United Talent Agency відмовила Мастерсону у послугах.
У листопаді 2017 року музикант Седрік Бікслер-Завала з гуртів «Mars Volta» і «At the Drive-In» написав, що дружина Мастерсона, Кріссі Карнелл, піддавалася сексуальному насильству з боку чоловіка. Крім того, Бікслер-Завала заявив, що пісня «Incurably Innocent» гурту «At the Drive-In» (з альбому «In•ter a•li•a» 2017 року) розповідає про цей інцидент.
На початку 2017 року двогодинний епізод шоу «Леа Реміні: Саєнтологія та наслідки» присвятили звинуваченням у сексуальному насильстві проти Мастерсона з інтерв'ю кількох обвинувачів. Офіс окружного прокурора округу Лос-Анджелес, звернувся до A&E з проханням не транслювати епізод, доки офіс не завершить розслідування. Через півтора року A&E вирішила випустити епізод як фінал 3 сезону у лютому, але щойно вони оголосили про це, саєнтологи засипали A&E та Disney листами з погрозами. Епізод зрештою вийшов в ефір 26 серпня 2019 року, як двогодинний спеціальний випуск «В очікуванні справедливості». За тиждень до виходу в ефір четверо обвинувачів подали цивільний позов проти Мастерсона та Церкви саєнтології.

### Цивільний позов про домагання
Чотири позивачки на той час були прибічницями Церкви саєнтології, як і Денні Мастерсон. Саєнтологія забороняє своїм членам повідомляти про інших членів поліції з будь-якої причини. Після того, як позивачки звернулися до поліції їх виключили з церкви. У цивільному позові стверджувалось, що церква розгорнула проти позивачок агресивну кампанію переслідувань, яка називається «Чесна гра» в саєнтологічній практиці. Вони піддавалися переслідуванню, фізичному вторгненню в приватне життя, конструктивному вторгненню в приватне життя та навмисному заподіянню емоційного стресу, хоча кампанії проти кожної позивачки відрізнялися.
Одна позивачка стверджувала, що її собака помер від (незрозумілих) травм трахеї та стравоходу, а також, що члени церкви переслідували її, під час керування автомобілем, знімали її на відео без дозволу, переслідували в інтернеті та розміщували оголошення в соціальних мережах із закликами до сексу з нею. Інша позивачка заявила, що вона та її сусіди спостерігали, як чоловік фотографував її, а пізніше тієї ж ночі хтось розбив вікно в спальні її 13-річної дочки. У відповідь Мастерсон заявив одній позивачці: «Я не збираюся сваритися зі своєю колишньою дівчиною в ЗМІ, розповідати як вона цькувала мене понад два роки. Я поб'ю її в суді… і з нетерпінням чекаю цього, тому що громадськість нарешті зможе дізнатися правду і побачити, що ця жінка мене обманювала… і коли її позов відхилять, я маю намір подати до суду на неї та інших, хто приєднався за шкоду, яку вони завдали мені та моїй родині». Він не розглядав претензії щодо переслідування чи домагань.
22 січня 2020 року Бікслер-Завала повідомив, що другу домашню тварину його сім'ї довелося піддати евтаназії, оскільки її годували щурячою отрутою, стверджуючи, що це зробили саєнтологи у відповідь на його неодноразові публічні заяви про те, що Мастерсон ґвалтував свою дружину (яка була однією з чотирьох жінок, які подали позов). Дружина Мастерсона Біжу Філліпс опублікувала в Instagram пост, у якому висміювала судові документи проти Мастерсона.
З початком розгляду кримінальної справи, розгляд паралельної цивільної справи призупинили до завершення кримінальної справи.

### Кримінальне обвинувачення та суд
17 червня 2020 року Мастерсону висунули звинувачення у зґвалтуваннях 23-річної жінки у 2001 році, 28-річної жінки на початку 2003 року і 23-річної жінки в кінці 2003 року. Три пункти звинувачення висунули після трирічного розслідування, яке розпочалося 2017 року.
21 січня 2021 року Мастерсон не визнав себе винним. 18 травня 2021 року розпочалося чотириденне попереднє слухання.
Під час слухання три жінки розповіли про перешкоди з боку Церкви саєнтології повідомити про злочини Мастерсона в поліцію.
21 травня 2021 року суддя Вищого суду округу Лос-Анджелес Шарлейн Ф. Олмедо постановила, що «всі троє свідків заслуговують довіри, а докази, представлені під час попереднього слухання, достатні для підтвердження звинувачень». Вона наказала притягнути Мастерсона до суду за трьома пунктами звинувачення у зґвалтуванні із застосуванням сили або страху, і щоб він здав свій паспорт під час наступного судового розгляду, призначеного на 7 червня 2021 року. У судовому рішенні зазначалося, що саєнтологічна організація має «чітко написану доктрину», яка «не тільки перешкоджає, але й забороняє» її членам звертатися до поліції, щоб повідомити про незаконну поведінку.
7 червня 2021 року Мастерсон не визнав вини у звинуваченнях у зґвалтуванні, яке сталися між 2001 і 2003 роками. Його адвокат звинуватив трьох жінок у змові проти Мастерсона, стверджуючи, що вони контактували одна з одною. Його адвокат також заявив, що одна з Джейн Доу 2004 року отримала гроші від Мастерсона. Після обвинувачення 7 червня Мастерсон випустили під заставу в 3,3 мільйона доларів. Підготовче засідання призначили на 9 серпня 2021 року.
Під час досудового слухання 9 серпня 2021 року суддя Олмедо відхилила численні запити адвокатів Мастерсона про виклик до суду, назвавши їх «надзвичайно надмірними»: запити на документи поліції Лос-Анджелесу, який стосується Девіда Міцкевича і Шеллі Міцкевич, повістки до суду продюсерам телешоу «Лія Реміні: Саєнтологія та наслідки», а також запити про надання інформації про дії поліції Лос-Анджелеса, повістка до суду репортеру-розслідувачу. Захист подав клопотання про припинення справи на підставі відсутності доказів, представлених під час травневого попереднього слухання, і Ольмедо направила його іншому судді. 10 листопада 2021 року окружний суддя Лос-Анджелеса Рональд Коен постановив, що свідчення жертв є достовірними та достатніми для підтвердження звинувачень, призначивши судовий розгляд на 29 серпня 2022 року.
Судове засідання 29 серпня перенесли на 11 жовтня 2022 року на прохання адвокатів Мастерсона. Ближче до кінця судового процесу, який тривав місяць, Мастерсон відмовився від показань і не виклику свідків на свій захист. Обидві сторони завершили розгляд своїх справ 14 листопада 2022 року, а наступного дня виступили з аргументами. Журі не дійшло згоди і суддя наказав присяжним відновити обговорення через тиждень після Дня подяки. Нове обговорення не стало успішним і 30 листопада 2022 року було оголошено про судову помилку. Присяжний оголосив, що колегія з шести чоловіків і шести жінок схилялася до того, щоб виправдати Мастерсона за всіма пунктами, оскільки вони знайшли свідчення позивачок непослідовними та неправдоподібними; наприклад, одна Джейн Доу свідчила, що Мастерсон погрожував їй пістолетом під час нападу, але вона не згадувала вогнепальну зброю у зверненні до поліції: «Великою проблемою для неї, з погляду довіри, був пістолет, присутній у свідчення, але не в перших звітах».

### Повторний розгляд
У квітні та травні 2023 року відбувся новий судовий процес, і 31 травня Мастерсона засудили за двома з трьох пунктів звинувачення у насильницькому зґвалтуванні. Присяжні не дійшли згоди щодо третього звинувачення: 8 — 4 на користь засудження. Його залишили під вартою без права внесення застави до винесення вироку. Станом на 2 червня він перебував у Центральній чоловічій в'язниці в Лос-Анджелесі.
У липні 2023 року прокуратура оголосила, що не буде повторного розгляду справи.

### Винесення покарання

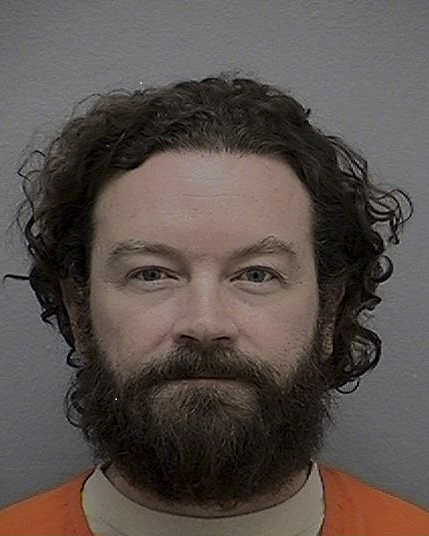
Фотографія грудня 2023 року

7 вересня 2023 року Мастерсона засудили до невизначеного терміну від 30 років до довічного ув'язнення, що означає, що отримає право на умовно-дострокове звільнення після перебування 25 з половиною років у в'язниці, але може утримуватись і довічно. Його адвокати заявили, що оскаржать вирок.
Мастерсона доставили до в'язниці штату Норт-Керн 27 грудня 2023 року після кількох місяців слухань після винесення вироку. Згодом його перевезли до Каліфорнійської чоловічої колонії.

### Апеляція
У січні 2024 року суддя Вищого суду Лос-Анджелеса відмовив Мастерсону у звільненні під заставу до розгляду апеляції через побоювання, що Мастерсон може втекти: «У світлі того факту, що у обвинуваченого немає дружини, до якої можна було б повернутися додому, у підсудного зараз є всі стимули для втечі та немає причин повертатися до державної в'язниці, щоб відбути решту свого тривалого терміну ув'язнення, якщо його апеляція не буде задоволена».

### Втручання Церкви саєнтології
Після завершення кримінального процесу потерпілі поновили справу проти Мастерсона та Церкви саєнтології. Було виявлено численні випадки втручання церкви до, під час і після кримінальних процесів.
Відомі спроби проникнути до будинку прокурора та скинути його з дороги, у нього розбили вікна, зламали електроніку, за ним стежили. Вимагаючи співзахисника, прокурор попереджав про потенційні залякування, переслідування чи іншу помсту. Двоє адвокатів відмовилися через страх.
Детективи поліції Лос-Анджелеса, які займалися цією справою, потерпали від залякування, за ними стежили та переслідували. У середині кримінального процесу голова служби безпеки Церкви саєнтології та їхній адвокат Вікі Подберескі зустрілися з начальником поліції Лос-Анджелеса, щоб звинуватити детективів і прокурорів у неналежній поведінці. Вони стверджували, що мають докази, які стверджують, що «детективи та прокурори у справі фальсифікували свідчення свідків, завищували або інструктували свідків і приховували докази». Прокурор Мюллер заявив, що це вплинуло на справу, бо один з детективів боявся давати свідчення.
Одна з жертв сексуального насильства заявила про різноманітні переслідування, зокрема втручання в системи безпеки, вандалізм у автомобілі та спробу скинути з дороги. Ще одна жертва повідомила, що за нею стежили під час кримінального провадження.
7 червня 2023 року суддя Олмедо наклала санкції на колишніх адвокатів захисту Мастерсона Тома Мезеро та Шерон Аппельбаум за витік конфіденційних матеріалів з кримінальної справи Вікі Подберескі, адвокату, який представляв Церкву саєнтології в цивільному позові. Цей витік був прямим порушенням «неодноразових вказівок і наказів утримуватися від надання кримінальних відомостей сторонам й адвокатам у цивільній справі». Файли містили конфіденційну інформацію про жертв, зокрема адреси й іншу особисту інформацію. Потім Подберескі використав цю інформацію, щоб подати скарги на провідних прокурорів у справі Мастерсона про зґвалтування, попросив поліцейський департамент розпочати кримінальне розслідування щодо двох детективів, які свідчили в суді, і стверджував, що жертви Мастерсона подали неправдиві звіти поліції.

## Фільмографія
| Рік       |    | Українська назва         | Оригінальна назва        | Роль              |
| --------- | -- | ------------------------ | ------------------------ | ----------------- |
| 1988      | с  | Джек і товстун           | Jake and the Fatman      | Буч               |
| 1993      | ф  | Бетховен 2               | Beethoven's 2nd          | Сет               |
| 1993      | с  | Життя Дж                 | Joe's Life               | Лео Геннаро       |
| 1994      | с  | Розанна                  | Roseanne                 | Джиммі Філліпс    |
| 1994—1997 | с  | Поліція Нью-Йорка        | NYPD Blue                | Джон              |
| 1995      | с  | Екстрим                  | Extreme                  | Скітер            |
| 1995      | ф  | Прощавай, любове         | Bye Bye Love             | Майкі             |
| 1996      | с  | Американська готика      | American Gothic          | Рей               |
| 1916      | тф | Спокуса безумством       | Seduced by Madness       | Сет               |
| 1996      | с  | Трейсі приймає виклик    | Tracey Takes On…         | Король-пес        |
| 1996      | тф | Її останній шанс         | Her Last Chance          | Раян              |
| 1996—1998 | с  | Сибілл                   | Cybill                   | Джастін Торп      |
| 1997      | ф  | Без обличчя              | Face/Off                 | Карл              |
| 1997      | ф  | Троянська війна          | Trojan War               | Сет               |
| 1997      | ф  | Зірковий бойскаут        | Star Kid                 | Кевін             |
| 1997      | с  | Вир світів               | Sliders                  | Ренфілд           |
| 1998—2006 | с  | Шоу 70-х                 | That '70s Show           | Стівен Гайд       |
| 1998      | ф  | Дикі коні                | Wild Horses              | Денні             |
| 1998      | ф  |                          | Too Pure                 | Тайпер            |
| 1998      | ф  | Факультет                | The Faculty              | дитина            |
| 1999      | ф  | Лузер                    | Dirt Merchant            |                   |
| 2000      | ф  | Дракула 2000             | Dracula 2000             | Белодонна         |
| 2001      | ф  | Алекс в Дивокраї         | Alex in Wonder           | Патрик            |
| 2001      | тф | Рокери                   | Strange Frequency        | Ренді             |
| 2001      | с  | Основа для життя         | Grounded for Life        | Вінс              |
| 2001      | тф | Створити монстра         | How to Make a Monster    | Джеремі           |
| 2002—2004 | с  | Безумне телебачення      | MADtv                    | різні ролі        |
| 2002      | ф  |                          | Hip, Edgy, Sexy, Cool    |                   |
| 2002      | ф  | Негідники з коміксів     | Comic Book Villains      | Конан             |
| 2002      | ф  |                          | Hold On                  |                   |
| 2003      | мс | Король гори              | King of the Hill         | Корі              |
| 2003      | мс | Робоцип                  | Robot Chicken            | різні ролі        |
| 2003      | с  | Мертва зона              | Stephen King's Dead Zone | Алекс Коннерс     |
| 2005      | с  | Антураж                  | Entourage                | у ролі себе       |
| 2005      | ф  | Панчо піцца              | Pancho's Pizza           |                   |
| 2006      | ф  | Мозок шкереберть         | Puff, Puff, Pass         | Ларрі             |
| 2006      | мс | Кім Всеможу              | Kim Possible             | Квінн             |
| 2007      | ф  | Реготуха                 | Smiley Face              | Стів              |
| 2007      | ф  | Ти - тут                 | You Are Here             | Дерек             |
| 2008      | ф  | Завжди кажи «Так»        | Yes Man                  | Руні              |
| 2008      | ф  | Бруклінське пограбування | The Brooklyn Heist       | Фітц              |
| 2009      | ф  | Прокинся                 | Wake                     | Шейн              |
| 2009      | ф  | Створені один для одного | Made for Each Other      | Морріс Родрігес   |
| 2009      | ф  | Міст в нікуди            | The Bridge to Nowhere    | Кевін             |
| 2011      | с  | Виховуючи Гоуп           | Raising Hope             | хлопець Люсі      |
| 2011      | с  | Білий комірець           | White Collar             | Джеймс Роланд     |
| 2012—2014 | с  | Чоловіки за роботою      | Men at Work              | Майло Фостер      |
| 2012      | с  | Надвоїни                 | Supah Ninjas             | Світло друммондів |
| 2012      | ф  | Чиказька вісімка         | The Chicago 8            | Джеррі Рубін      |
| 2012      | ф  | Каліфорнійське соло      | California Solo          | Пол               |
| 2012      | ф  |                          | Alter Egos               | Джиммі            |
| 2012      | ф  |                          | The Polterguys           | Тім Берр          |
| 2013      | с  | Гейвен                   | Haven                    | Андерсон Гарріс   |
| 2014      | с  | Дорогий доктор           | Royal Pains              | Девід Ван Дюк     |
| 2015      | ф  |                          | In Passing               | сусід             |
| 2016      | ф  | Хот-Бот                  | Hot Bot                  | агент Кунц        |
| 2016      | ф  |                          | Urge                     | Ніл               |
| 2016—2018 | с  | Ранчо                    | The Ranch                | Джеймсон Беннетт  |
| 2017      | с  | Легше легшого            | Easy                     | хлопець Анні      |

### Продюсер
| Рік         | Назва                    | Тип         | Примітки |
| ----------- | ------------------------ | ----------- | --- |
| 2008        | Бруклінське пограбування | фільм       | Продюсер; Нагорода журі за найкращу комедію Флориди (розділена з Дейвом Стеком, Бреттом Гелсі, Майклом Чеккі, Джуліаном Хілом) |
| 2014        | Чоловіки за роботою      | телебачення | Продюсер; 10 серій |
| 2016 — 2018 | Ранчо                    | телебачення | Співвиконавчий продюсер |